# (10509) Heinrichkayser
(10509) Heinrichkayser ist ein Asteroid des Hauptgürtels, der am 3. April 1989 vom belgischen Astronomen Eric Walter Elst am La-Silla-Observatorium (IAU-Code 809) der Europäischen Südsternwarte in Chile entdeckt wurde.
Der Asteroid wurde am 20. März 2000 nach dem deutschen Physiker Heinrich Gustav Johannes Kayser (1853–1940) benannt, der das Vorkommen von Helium in der Erdatmosphäre entdeckte.